# Loxx GmbH

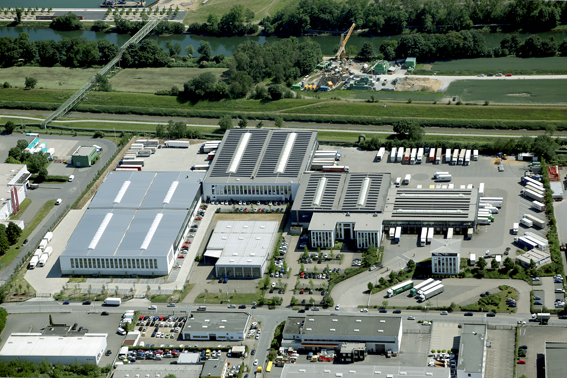
LOXX-Logistikzentrum und Hauptsitz in Gelsenkirchen im Juni 2015

Loxx (Eigenschreibweise LOXX) ist ein mittelständisches Speditions- und Logistikunternehmen mit Sitz in Gelsenkirchen. 2021 wurde Loxx von der Rhenus-Gruppe gekauft. Die Geschäfte werden weiterhin unter dem Namen Loxx (ein Unternehmen der Rhenus-Gruppe) weitergeführt.

## Allgemeines
Loxx wurde im Jahr 1977 in Essen gegründet. Im Jahr 2000 ließ es sich in Gelsenkirchen nieder, wo sich der Hauptsitz der Firma befindet. Hier gilt es als bedeutsam für die Schaffung von Arbeits- und Ausbildungsplätzen.

## Dienstleistungen
Loxx bietet Dienstleistungen aus den Bereichen Spedition und Logistik.
Zu den speditionellen Dienstleistungen gehört die Organisation von Lkw-Transporten sowie der hierzu notwendige Warenumschlag. Die hier beförderten Gütermengen reichen von Stückgut über Teilladungen bis hin zu Komplettladungen. Weiterhin organisiert das Unternehmen auch Bahntransporte sowie Schwertransporte. Die Transporte werden für alle Länder Europas, bis in den Kaukasus, nach Vorderasien (wie nach Georgien) und bis nach Zentralasien angeboten. Für Im- und Exporte in viele Länder erstellt das Unternehmen auch Zolldokumente, so wie beispielsweise bei der Anfang 2020 neu eingeführten Direktlinie nach Marokko.
Im Oktober 2015 machte das Unternehmen auf sich aufmerksam, als es Lkw-Verkehre in die Volksrepublik China, an den kasachisch-westchinesischen Grenzübergang Khorgos, Autonomes Gebiet Xinjiang, ankündigte.
Zu den logistischen Dienstleistungen gehören unter anderem die Entladung von Containern, Palettierung, Lagerung, Konfektionierung, Umverpackung, Kommissionierung samt Labelung, Preisauszeichnung und Pick & Pack sowie letztlich auch die Ausgangskontrolle, Verpackung und Distribution.